# Chaerephon pumilus
Chaerephon pumilus es una especie de murciélago de la familia Molossidae.

## Distribución geográfica
Se encuentra en África subsahariana y Madagascar.